# 3Ball MTY
3BallMTY (pronuncia-se "Tribal Monterrey") é um grupo mexicano formado em 2009 pelos DJs Sergio Zavala e Alberto Presenda. O nome "3Ball" vem da palavra espanhola "tribal", que se refere à cultura tribal guarachero, um gênero musical popular em muitos países de língua espanhola ao redor do mundo.

## Carreira
3Ball MTY ganhou destaque em 2012, quando seu single Inténtalo, retirado de seu primeiro álbum de estúdio com o mesmo nome, com El Bebeto e America Sierra alcançou o primeiro lugar na parada da Billboard Latin Songs por duas semanas não consecutivas. A música foi tocada ao vivo pelo grupo na cerimônia de 2012 do Billboard Latin Music Awards.
Em 2011, o grupo assinou um contrato de gravação com a gravadora Latin Power Music, uma divisão da Universal Music.

## Membros
Competentes atuais:
- Alberto Presenda (DJ Otto) — Nascido em 5 de novembro de 1992, Cunduacán, México (Age 32)
- Sergio Zavala (DJ Sheeqo) — Nascido em 7 de março de 1992, Monterrey, México (Age 33)

Ex-componentes:
- Erick Rincon — Nascido em 17 de agosto de 1993, Monterrey, México (Age 31)

## Singles
| Título                                                           | Ano  | Melhor posição | Melhor posição | Melhor posição   | Álbum        |
| Título                                                           | Ano  | US Latin       | US Latin Pop   | US Latin Digital | Álbum        |
| ---------------------------------------------------------------- | ---- | -------------- | -------------- | ---------------- | ------------ |
| "Inténtalo" (apresentando El Bebeto e America Sierra)            | 2011 | 1              | 11             | 3                | Inténtalo    |
| "Besos al Airé" (apresentando America Sierra e Smoky)            | 2012 | —              | —              | 22               | Inténtalo    |
| "Quiero Bailar (All Though the Night)" (apresentando Becky G)    | 2013 | —              | 34             | —                | Globall      |
| "La Noche Es Tuya" (apresentando Gerardo Ortiz e America Sierra) | 2014 | —              | —              | —                | Globall      |
| "De las 12 a las 12" (apresentando El Bebeto)                    | 2014 | —              | —              | —                | Globall      |
| "Bailar Contigo" (feat. Chyno Miranda & El Jova)                 | 2017 | —              | —              | —                | Nenhum álbum |
| "Tequila" (apresentando Chayin Miranda)                          | 2018 | —              | —              | —                | Nenhum álbum |
| "Quisiera Tenerte" (apresentando Chayin Rubio e Lucky Bossi)     | 2019 | —              | —              | —                | Nenhum álbum |
| "Ladron" (apresentando Shaira e ATL)                             | 2019 | —              | —              | —                | Nenhum álbum |
| "Bubbly" (Remix)                                                 | 2019 | —              | —              | —                | Nenhum álbum |
| "Ferrari"                                                        | 2020 | —              | —              | —                | Nenhum álbum |